# 摆所镇
摆所镇，是中华人民共和国贵州省黔南布依族苗族自治州长顺县下辖的一个乡镇级行政单位。
2014年2月14日，贵州省人民政府批复同意长顺县部分乡镇行政区划调整，新设置的摆所镇辖原摆所镇、营盘乡、中坝乡，镇人民政府驻摆所社区。

## 行政区划
摆所镇下辖以下地区：
摆所村、城伍村、五星村、尅炳村、松港村、营盘村、热水村、中坝村、格丁村、板丛村、翁拉村、茅山村、中坝乡和营盘乡。